# سوهیندول

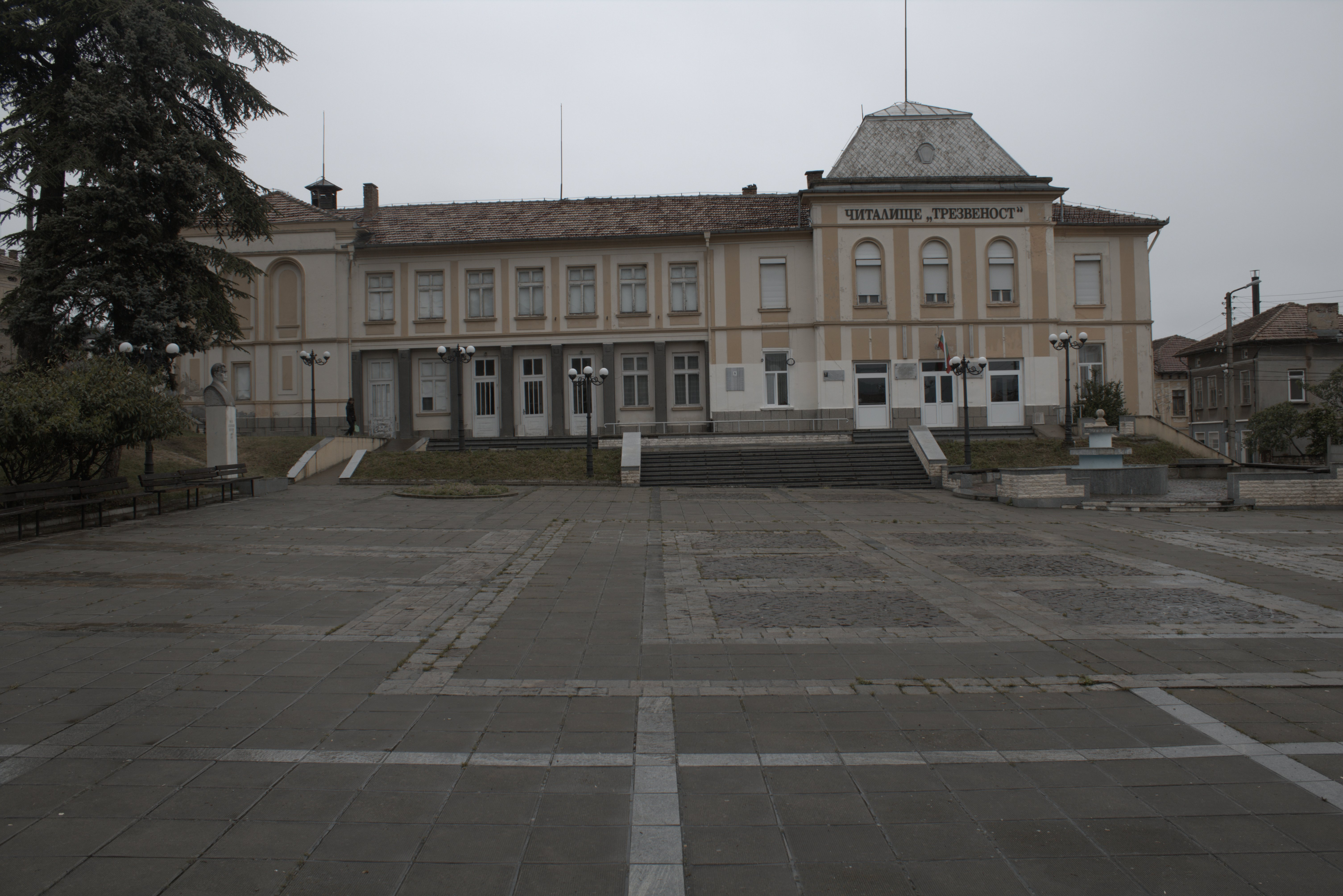
نمایی از ساختمان بنیاد مرکز فرهنگی در سوهیندول، بلغارستان - ۲۰۲۰

سوهیندول شهری در استان ولیکو ترنوو کشور بلغارستان است که جمعیت آن در سال ۲۰۰۱ میلادی ۲٬۱۸۲ نفر بوده‌است.